# Canvas (película de 2020)
Canvas (Lienzo en español) es un cortometraje animado americano escrito y dirigido por Frank E. Abney III. Fue estrenado el 11 de diciembre de 2020 en Netflix.

## Trama
Un abuelo se despierta solo a la izquierda de la cama con un espacio vacío en el lado derecho de la cama después de perder a su esposa. Él, en silla de ruedas, sale afuera para saludar a su nieta que es dejada por su hija. La nieta le regala un dibujo y él la abraza. Su nieta se pasa el día dibujando y tratando de que su abuelo vuelva a pintar. Sin embargo, el abuelo todavía está de duelo y no tiene ganas de pintar. Por la noche, su hija recoge a su nieta. Al día siguiente, su hija vuelve a dejar a su nieta en su casa. La nieta tiene curiosidad por saber qué hay detrás del armario. Abre la puerta detrás del armario y encuentra el estudio de arte de su abuelo. Dentro del estudio, encuentra un cuadro de su abuela. El abuelo entra con su silla de ruedas al estudio y se enfada al encontrar a su nieta sosteniendo el cuadro. Él le arrebata el cuadro de las manos. Mientras toca el cuadro, aparece un recuerdo de su esposa y están bailando. De repente encuentra la inspiración para volver a pintar.

## Producción
Lienzo fue escrito y dirigido por Frank E. Abney III. Abney III tardó seis años en hacer realidad su apasionado proyecto, que se centró en el tema del duelo. Lienzo se inspiró en sus propias experiencias de vida, como perder a su padre a los cinco años y "cómo su familia se vio afectada por eso". Paige Johnstone produjo el corto. Fue estrenado el 11 de diciembre de 2020 en Netflix. Jermaine Stegall es el compositor del corto. El corto fue presentado en cines seleccionados junto a Jelly Jamm: The Movie el 18 de diciembre de 2020.

## Recepción
El 14 de octubre de 2020, IndieWire reveló que Netflix había considerado Lienzo como uno de sus tres candidatos al Óscar al mejor cortometraje de animación, junto con If Anything Happens I Love You y Cops and Robbers, para competir en los 93.º Premios Óscar.